# Qualificazioni al Campionato europeo maschile di pallacanestro 2015
Questa pagina contiene i risultati riguardanti le qualificazioni al Campionato europeo maschile di pallacanestro 2015.

## Formato
Sono previsti 2 turni di qualificazione:
- Le squadre che hanno partecipato al primo turno di qualificazione sono state divise in 4 gruppi. Le vincenti si sono qualificate per la fase dei play-off, che prevedeva semifinali e finali con partite di andata e ritorno. La vincitrice del primo turno di qualificazione è stata ammessa direttamente alla fase fase finale dell'Europeo;
- Al secondo turno partecipano le squadre eliminate al primo turno di qualificazione, insieme alle squadre partecipanti all'Europeo 2013 che non si sono qualificate direttamente per l'edizione successiva.

## Primo turno di qualificazione

### Sorteggio
Hanno partecipato al primo turno le squadre che non si sono qualificate all'Europeo 2013. Rispetto all'edizione precedente, torna a partecipare la Danimarca, mentre Azerbaigian, Albania e Cipro non si sono iscritte.
Le squadre sono state divise in 4 urne.
| Urna 1                            | Urna 2                                   | Urna 3                                    | Urna 4    |
| --------------------------------- | ---------------------------------------- | ----------------------------------------- | --------- |
| Estonia Bulgaria Austria Ungheria | Svizzera Paesi Bassi Bielorussia Romania | Islanda Slovacchia Portogallo Lussemburgo | Danimarca |

Sono stati sorteggiati i seguenti gruppi:
| Gruppo A                 | Gruppo B                       | Gruppo C                               | Gruppo D                        |
| ------------------------ | ------------------------------ | -------------------------------------- | ------------------------------- |
| Bulgaria Romania Islanda | Estonia Paesi Bassi Portogallo | Austria Svizzera Lussemburgo Danimarca | Ungheria Bielorussia Slovacchia |

### Fase a gironi

#### Gruppo A
| Team        | Pt | V - P | PF - PS   | DP  |
| ----------- | -- | ----- | --------- | --- |
| 1. Bulgaria | 7  | 3 - 1 | 327 - 279 | +48 |
| 2. Islanda  | 6  | 2 - 2 | 287 - 304 | -17 |
| 3. Romania  | 5  | 1 - 3 | 270 - 307 | -37 |

| Squadra  | Bulgaria (bandiera) | Islanda (bandiera) | Romania (bandiera) |
| -------- | ------------------- | ------------------ | ------------------ |
| Bulgaria |                     | 88-59              | 74-77              |
| Islanda  | 79-81               |                    | 77-71              |
| Romania  | 68-84               | 64-72              |                    |

#### Gruppo B
| Team           | Pt | V - P | PF - PS   | DP  |
| -------------- | -- | ----- | --------- | --- |
| 1. Estonia     | 7  | 3 - 1 | 235 - 199 | +36 |
| 2. Portogallo  | 6  | 2 - 2 | 209 - 222 | -13 |
| 3. Paesi Bassi | 5  | 1 - 3 | 134 - 157 | -23 |

| Squadra     | Estonia (bandiera) | Paesi Bassi (bandiera) | Portogallo (bandiera) |
| ----------- | ------------------ | ---------------------- | --------------------- |
| Estonia     |                    | 64-63                  | 66-72                 |
| Paesi Bassi | 0-201              |                        | 71-53                 |
| Portogallo  | 64-85              | 20-01                  |                       |

1Risultato assegnato a tavolino, perché i Paesi Bassi hanno schierato due giocatori naturalizzati.

#### Gruppo C
| Team           | Pt | V - P | PF - PS   | DP   | SD    |
| -------------- | -- | ----- | --------- | ---- | ----- |
| 1. Svizzera    | 11 | 5 - 1 | 461 - 378 | +83  | 1,031 |
| 2. Austria     | 11 | 5 - 1 | 535 - 445 | +90  | 0,969 |
| 3. Danimarca   | 8  | 2 - 4 | 400 - 430 | -30  |       |
| 4. Lussemburgo | 6  | 0 - 6 | 378 - 521 | -143 |       |

| Squadra     | Austria (bandiera) | Danimarca (bandiera) | Lussemburgo (bandiera) | Svizzera (bandiera) |
| ----------- | ------------------ | -------------------- | ---------------------- | ------------------- |
| Austria     |                    | 86-66                | 111-77                 | 97-96               |
| Danimarca   | 72-80              |                      | 87-58                  | 65-66               |
| Lussemburgo | 65-98              | 62-73                |                        | 57-75               |
| Svizzera    | 69-63              | 78-37                | 77-59                  |                     |

#### Gruppo D
| Team           | Pt | V - P | PF - PS   | DP  |
| -------------- | -- | ----- | --------- | --- |
| 1. Bielorussia | 7  | 3 - 1 | 341 - 306 | +35 |
| 2. Slovacchia  | 6  | 2 - 2 | 292 - 341 | -49 |
| 3. Ungheria    | 5  | 1 - 3 | 278 - 264 | +14 |

| Squadra     | Bielorussia (bandiera) | Slovacchia (bandiera) | Ungheria (bandiera) |
| ----------- | ---------------------- | --------------------- | ------------------- |
| Bielorussia |                        | 114-73                | 79-75               |
| Slovacchia  | 97-85                  |                       | 79-67               |
| Ungheria    | 61-63                  | 75-43                 |                     |

### Play-off

#### Tabellone
|  | Semifinali  | Semifinali  | Semifinali | Semifinali | Semifinali |  |  | Finale   | Finale   | Finale | Finale | Finale |  |
|  |             |             |            |            |            |  |  |          |          |        |        |        |  |
|  | Bulgaria    | Bulgaria    | 92         | 87         | 179        |  |  |          |          |        |        |        |  |
|  | Svizzera    | Svizzera    | 71         | 67         | 138        |  |  | Bulgaria | Bulgaria | 58     | 49     | 107    |  |
|  | Estonia     | Estonia     | 70         | 79         | 149        |  |  | Estonia  | Estonia  | 55     | 61     | 116    |  |
|  | Bielorussia | Bielorussia | 76         | 61         | 137        |  |  |          |          |        |        |        |  |

Estonia qualificata per la fase finale dell'Europeo 2015.

## Secondo turno di qualificazione

### Sorteggio
Il sorteggio del secondo turno di qualificazione si è svolto il 3 febbraio 2014. Le 26 squadre sono state divise in 4 fasce:
| Urna 1                                                                    | Urna 2                                                        | Urna 3                                                              | Urna 4                                             |
| ------------------------------------------------------------------------- | ------------------------------------------------------------- | ------------------------------------------------------------------- | -------------------------------------------------- |
| Italia Lettonia Belgio Bosnia ed Erzegovina Germania Montenegro Rep. Ceca | Gran Bretagna Macedonia Israele Russia Georgia Svezia Polonia | Bulgaria Bielorussia Svizzera Austria Islanda Portogallo Slovacchia | Danimarca Ungheria Romania Paesi Bassi Lussemburgo |

Sono stati sorteggiati i seguenti gruppi:
| Gruppo A                                   | Gruppo B                                | Gruppo C                             | Gruppo D                               | Gruppo E                              | Gruppo F                           | Gruppo G               |
| ------------------------------------------ | --------------------------------------- | ------------------------------------ | -------------------------------------- | ------------------------------------- | ---------------------------------- | ---------------------- |
| Bosnia ed Erzegovina Gran Bretagna Islanda | Montenegro Israele Bulgaria Paesi Bassi | Germania Polonia Austria Lussemburgo | Belgio Macedonia Bielorussia Danimarca | Rep. Ceca Georgia Portogallo Ungheria | Lettonia Svezia Slovacchia Romania | Italia Russia Svizzera |

Si qualificano all'Europeo 2015 le prime classificate di ogni girone, e le sei migliori seconde. Per determinare la classifica tra le migliori seconde, nei gironi composti da 4 squadre non verranno conteggiati i risultati delle partite disputate contro la quarta classificata del girone di appartenenza.

### Gruppo A
| Team                    | Pt | V - P | PF - PS   | DP  |
| ----------------------- | -- | ----- | --------- | --- |
| 1. Bosnia ed Erzegovina | 8  | 4 - 0 | 304 - 267 | +37 |
| 2. Islanda              | 6  | 2 - 2 | 286 - 289 | -3  |
| 3. Gran Bretagna        | 4  | 0 - 4 | 274 - 308 | -34 |

### Gruppo B
| Team           | Pt | V - P | PF - PS   | DP  |
| -------------- | -- | ----- | --------- | --- |
| 1. Israele     | 10 | 4 - 2 | 487 - 435 | +52 |
| 2. Paesi Bassi | 10 | 4 - 2 | 378 - 374 | +4  |
| 3. Montenegro  | 9  | 3 - 3 | 434 - 447 | -13 |
| 4. Bulgaria    | 7  | 1 - 5 | 400 - 443 | -43 |

### Gruppo C
| Team           | Pt | V - P | PF - PS   | DP   |
| -------------- | -- | ----- | --------- | ---- |
| 1. Polonia     | 11 | 5 - 1 | 540 - 436 | +104 |
| 2. Germania    | 10 | 4 - 2 | 535 - 404 | +131 |
| 3. Austria     | 9  | 3 - 3 | 465 - 483 | -18  |
| 4. Lussemburgo | 6  | 0 - 6 | 387 - 604 | -217 |

### Gruppo D
| Team           | Pt | V - P | PF - PS   | DP   |
| -------------- | -- | ----- | --------- | ---- |
| 1. Belgio      | 11 | 5 - 1 | 454 - 379 | +75  |
| 2. Macedonia   | 11 | 5 - 1 | 450 - 393 | +57  |
| 3. Bielorussia | 8  | 2 - 4 | 436 - 461 | -25  |
| 4. Danimarca   | 6  | 0 - 6 | 372 - 479 | -109 |

### Gruppo E
| Team          | Pt | V - P | PF - PS   | DP  |
| ------------- | -- | ----- | --------- | --- |
| 1. Georgia    | 10 | 4 - 2 | 454 - 430 | +24 |
| 2. Rep. Ceca  | 10 | 4 - 2 | 446 - 400 | +46 |
| 3. Ungheria   | 10 | 4 - 2 | 402 - 376 | +26 |
| 4. Portogallo | 6  | 0 - 6 | 353 - 449 | -96 |

### Gruppo F
| Team          | Pt | V - P | PF - PS   | DP  |
| ------------- | -- | ----- | --------- | --- |
| 1. Lettonia   | 12 | 6 - 0 | 486 - 392 | +94 |
| 2. Romania    | 10 | 4 - 2 | 471 - 483 | -12 |
| 3. Svezia     | 8  | 2 - 4 | 442 - 455 | -13 |
| 4. Slovacchia | 6  | 0 - 6 | 435 - 504 | -69 |

### Gruppo G
| Team        | Pt | V - P | PF - PS   | DP  |
| ----------- | -- | ----- | --------- | --- |
| 1. Italia   | 7  | 3 - 1 | 303 - 260 | +43 |
| 2. Russia   | 6  | 2 - 2 | 313 - 268 | +45 |
| 3. Svizzera | 5  | 1 - 3 | 260 - 348 | -88 |

### Confronto tra le seconde classificate
| Gr. | Team        | Pt | V - P | PF - PS   | DP  |
| --- | ----------- | -- | ----- | --------- | --- |
| D   | Macedonia   | 7  | 3 - 1 | 289 - 272 | +17 |
| G   | Russia      | 6  | 2 - 2 | 313 - 268 | +45 |
| C   | Germania    | 6  | 2 - 2 | 308 - 289 | +19 |
| A   | Islanda     | 6  | 2 - 2 | 286 - 289 | -3  |
| E   | Rep. Ceca   | 6  | 2 - 2 | 282 - 286 | -4  |
| B   | Paesi Bassi | 6  | 2 - 2 | 250 - 264 | -14 |
| F   | Romania     | 6  | 2 - 2 | 300 - 328 | -28 |